# Roger William Bede Vaughan

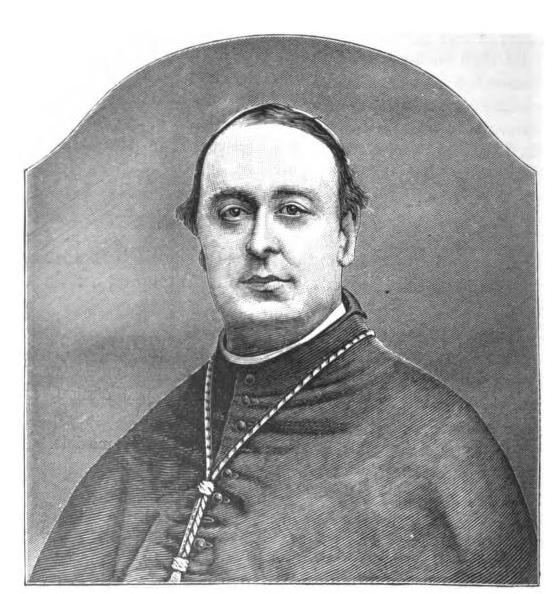
Erzbischof Roger William Vaughan OSB

Roger William Bede Vaughan OSB (* 9. Januar 1834 bei Ross-on-Wye; † 18. August 1883 bei Liverpool) war ein britischer Ordensgeistlicher und römisch-katholischer Erzbischof von Sydney.

## Leben
Roger Vaughan wurde im Anwesen Courtfield in der Nähe von Ross-on-Wye in der Grafschaft Herefordshire in England geboren. Fünf seiner Brüder waren Priester, darunter der Erzbischof von Westminster, Herbert Vaughan, und der Autor religiöser Schriften, Bernard Vaughan. Die fünf Schwestern gingen in Frauenklöster und wurden Ordensschwestern. Sein Onkel war der Bischof von Plymouth, William Vaughan.
Am 9. April 1859 empfing Roger Vaughan in der Lateranbasilika in Rom durch Costantino Patrizi Naro das Sakrament der Priesterweihe für die Ordensgemeinschaft der Benediktiner. Ab 1861 war Vaughan Professor für Metaphysik und Moralphilosophie am Benediktinerkloster von Belmont Abbey.
Am 28. Februar 1873 wurde Roger Vaughan zum Titularerzbischof pro hac vice von Nazianzus und zum Koadjutorerzbischof des Erzbistums Sydney ernannt. Die Bischofsweihe empfing er am 19. März desselben Jahres durch den Erzbischof von Westminster, Henry Edward Manning; Mitkonsekratoren waren Robert Cornthwaite, Bischof von Beverley, und James Chadwick, Bischof von Hexham and Newcastle. Nach dem Tod von Bede Polding am 16. März 1877 folgte er diesem als Erzbischof nach.
Während einer Reise nach Liverpool verstarb Roger Vaughan 18. August 1883 auf dem nahegelegenen Landgut Ince Blundell Hall.